# ابرحیوانات لیگ دی‌سی
ابر حیوانات لیگ دی‌سی (به انگلیسی: DC League of Super-Pets) یک فیلم کمدی ابرقهرمانی پویانمایی سه‌بعدی رایانه‌ای آمریکایی است که توسط گروه انیمیشن وارنر بر اساس تیم ابرقهرمانی دی سی کامیکس لژیون ابر حیوانات خانگی ساخته شده است. کارگردانی این فیلم بر عهده جرد استرن (در اولین کارگردانی تئاتری‌اش) است که با همکاری جان ویتینگتون آن را نوشته است. صداپیشگان آن شامل دوئین جانسون، کوین هارت، کیت مک‌کینون، جان کرازینسکی، ونسا بایر، ناتاشا لیون، دیه‌گو لونا، توماس میدلتیچ، بن شوارتز و کیانو ریوز هستند.
ابرحیوانات لیگ دی‌سی در ۲۷ ژوئیه ۲۰۲۲ در لس آنجلس به نمایش درآمد و در ۲۹ ژوئیه توسط برادران وارنر در ایالات متحده اکران شد. این فیلم ۲۰۷ میلیون دلار فروش داشته و عموماً نقدهای مثبتی از سوی منتقدان دریافت کرده است.

## طرح داستان
هنگامی که لیگ عدالت توسط لکس لوتور (مارک مارون) تسخیر می‌شود، کریپتو (دواین جانسون) سگ سوپرمن، تیمی از حیوانات خانگی را تشکیل می‌دهد که به آنها قدرت‌های فوق‌العاده داده می‌شود: یک سگ شکاری به نام ایس (کوین هارت)، که فوق‌العاده قوی و نابودنشدنی می‌شود؛ خوکی به نام پی‌بی (ونسا بایر) که می‌تواند به اندازه غول پیکر رشد کند. لاک‌پشتی به نام مرتون (ناتاشا لیون) که فوق‌العاده سریع می‌شود و یک سنجاب به نام چیپ (دیه‌گو لونا) که قدرت الکتریکی به دست می‌آورد.

## صداپیشه‌ها
- دوئین جانسون در نقش کریپتو سوپرداگ، سگ کریپتونی لابرادور رتریور و سگ سوپرمن.[۶]
- کوین هارت در نقش ایس / بت‌هوند، باکسری با قدرت و آسیب‌ناپذیری فوق بشری. او بعداً سگ بتمن می‌شود.[۷][۸]
- کیت مک‌کینون در نقش لولو، خوکچه هندی بی موی شرور.[۹][۱۰]
- جان کرازینسکی در نقش کال ال / کلارک کنت / سوپرمن، یک ابرقهرمان از کریپتون و صاحب کریپتو که از متروپلیس محافظت می‌کند.[۱۱]
- ونسا بایر در نقش پی‌بی، خوکی که قدرت رشد و کوچک‌شدن را به دست می‌آورد.[۶][۱۲] او بعداً حیوان خانگی واندر وومن می‌شود.
- ناتاشا لیون در نقش مرتون مک‌سنورتل / تریفیک واتزیت، یک لاک‌پشت گوش‌سرخ که سرعت فوق‌العاده ای به دست می‌آورد. او بعداً حیوان خانگی فلش می‌شود.[۱۲][۶]
- دیه‌گو لونا در نقش چیپ، سنجابی که قدرت الکتریکی به دست می‌آورد. او بعداً حیوان خانگی گرین لنترن می‌شود.[۶][۱۲]
- کیانو ریوز در نقش بروس وین / بتمن، یک ابرقهرمان کیفرجو که از شهر گاتهام محافظت می‌کند. او بعداً صاحب ایس می‌شود.[۱۳]
- مارک مارون در نقش لکس لوتر، مدیر عامل لکس‌کورپ و دشمن اصلی سوپرمن.[۱۴]
- آلفرد مولینا در نقش جور-ال، پدر سوپرمن.
- اولیویا وایلد در نقش لوئیس لین، روزنامه‌نگاری از دیلی پلنت و دوست‌دختر سوپرمن.[۱۵]
- جمیله جمیل در نقش دایانا پرنس / واندر وومن، یک شاهدخت جنگجو از تمیسکیرا. او بعداً مالک پی‌بی می‌شود.[۱۶]
- جامین کلمنت در نقش آرتور کوری / آکوامن ، یک جنگجوی نیمه‌خدای آتلانتیس و پادشاه آتلانتیس.[۱۷]
- جان ارلی در نقش بری آلن / فلش، دانشمند پزشکی قانونی که با سرعت نور می‌دود. او بعداً صاحب مرتون می‌شود.[۱۸]
- دیوید دیگز در نقش ویکتور استون / سایبورگ، بازیکن سابق فوتبال که پس از یک تصادف به سایبرنتیک دست یافت.[۱۹]
- داشا پولانکو در نقش جسیکا کروز / گرین لنترن، یکی از اعضای سپاه گرین لانترن. او بعداً صاحب چیپ می‌شود.[۲۰]
- کیث دیوید در نقش زیپتو، پدر کریپتو.[۲۱]
- ریچارد آرنولد در نقش وافل.[۲۲]

## تولید

### توسعه
جرد استرن در ژوئیه ۲۰۱۸ برای نویسندگی و کارگردانی یک فیلم پویانمایی دربارهٔ لژیون سوپر حیوانات خانگی دی سی استخدام شد. در ژانویه ۲۰۱۹، اعلام شد که سم لوین به عنوان کارگردان مشترک با استرن کار خواهد کرد و پاتریشیا هیکس به عنوان تهیه‌کننده قرارداد امضا کرده است.
در مهٔ ۲۰۲۱، اعلام شد که دوئین جانسون در نقش صدای کریپتو سوپرداگ خواهد کرد. او علاوه بر بازی در فیلم، در کنار دنی گارسیا، هیرام گارسیا و استرن به عنوان تهیه‌کننده به هیکس می‌پیوندد. در حالی که جان ریکوآ، گلن فیکارا و نیکلاس استولر قرار بود به عنوان تهیه‌کننده اجرایی باشند.
در ژوئن ۲۰۲۱، بازیگران دیگری معرفی شدند که کوین هارت به عنوان صداپیشگی ایس، بت‌هوند در این فیلم بازی کرد. علاوه بر این، کیت مک‌کینون، جان کرازینسکی، ونسا بایر، ناتاشا لیون، دیگو لونا و کیانو ریوز در نقش‌های نامعلومی انتخاب شدند. هفته بعد، جمیله جمیل به فیلم پیوست. در سپتامبر ۲۰۲۱، مارک مارون به عنوان صداپیشه لکس لوتر به بازیگران پیوست. در نوامبر همان سال، نقش‌های دیگری نیز مشخص شد: چیپ، سنجاب گرین لنترن (لونا). مرتون، لاک پشت فلش (لیون)؛ پی‌بی، خوک واندر وومن (بایر)، سوپرمن (کراسینسکی) و جدیدترها، توماس میدلتیچ و بن شوارتز. در مارس ۲۰۲۲، مشخص شد که ریوز در حال صداپیشگی بتمن است.

### پویانمایی
خدمات پویانمایی توسط انیمال لاجیک در ونکوور کانادا تهیه شد که همچنین انیمیشنی برای مجموعه فیلم‌های لگو را از گروه انیمیشن وارنر تهیه کرده است.

## موسیقی
موسیقی متن اصلی فیلم توسط استیو جابلونسکی ساخته شده است.

## انتشار
در ژانویه ۲۰۱۹، این فیلم قرار بود در ۲۱ می ۲۰۲۱ اکران شود. تاریخ اکران بعداً به نفع رستاخیزهای ماتریکس، یکی دیگر از فیلم‌های این استودیو با بازی ریوز، به ۲۰ می ۲۰۲۲ عقب افتاد. سپس به ۲۹ ژوئیه ۲۰۲۲ (با اکران بلک ادم، که جانسون نیز در آن بازی می‌کند)، از جمله دیگر فیلم‌های برادران وارنر که به دلیل تأخیر در تولید به تعویق افتاد، به عقب افتاد. این فیلم ۴۵ روز پس از اکرانش برای پخش در اچ‌بی‌او مکس در دسترس خواهد بود.

## بازخورد

### فروش گیشه
تا ۷ سپتامبر ۲۰۲۲، ابر حیوانات لیگ دی‌سی در ایالات متحده و کانادا ۹۳٫۲ میلیون دلار و در سایر مناطق ۱۰۸٫۶ میلیون دلار فروش داشته است که مجموع کلی ۲۰۱٫۸ میلیون دلار در سراسر جهان را نشان می‌دهد.
این فیلم در ایالات متحده و کانادا در کنار انتقام در سینماها اکران شد و پیش‌بینی‌های اولیه مبنی بر فروش ۲۵ تا ۳۰ میلیون دلار در ۴۳۰۰ سینما در آخرهفتهٔ افتتاحیه آن بود. این فیلم در نخستین روز اکران خود ۹٫۳ میلیون دلار به دست آورد که ۲٫۲ میلیون دلار آن از پیش‌نمایش‌های پنجشنبه‌شب بود. این فیلم در ادامه با فروش ۲۳ میلیون دلاری در صدر گیشه قرار گرفت، اما فروش کلی آن کمتر از انتظارات اولیه بود.

### پاسخ انتقادی
در وبگاه جمع‌آوری نقد راتن تومیتوز، ٪۷۳ از ۱۲۹ بررسی منتقدان مثبت است و میانگینِ امتیاز آن ۶٬۴/۱۰ است. اجماع این وبگاه چنین می‌نویسد: «ابر حیوانات لیگ دی‌سی اگرچه هرگز به اوج نمی‌رسد، با اینحال یک تفریح رضایت‌بخش برای خانواده‌هایی است که در جستجوی سرگرمی چهارپایی هستند.» این فیلم در متاکریتیک که از میانگین وزنی استفاده می‌کند، بر اساس نظر ۲۸ منتقدین امتیاز ۵۶ از ۱۰۰ را کسب کرده که نشان‌گر «نقدهای مختلط یا متوسط» است. تماشاگران شرکت‌کننده در نظرسنجی سینماسکور به فیلم نمره متوسط «-A» را در مقیاس «+A» تا «F» دادند، در حالی که مخاطبان پست‌ترک به آن امتیاز ۴ از ۵ ستاره دادند.

## بازی ویدیوئی
یک بازی ویدیویی با عنوان ابر حیوانات لیگ دی‌سی: ماجراهای کریپتو و ایس (به انگلیسی: DC League of Super-Pets: The Adventures of Krypto and Ace) بر پایهٔ این فیلم، در جریان ملاقات با هواداران دی‌سی فن‌دوم اعلام شد و در ۱۵ ژوئیه ۲۰۲۲ منتشر شد.